# Paul Vredeman de Vries

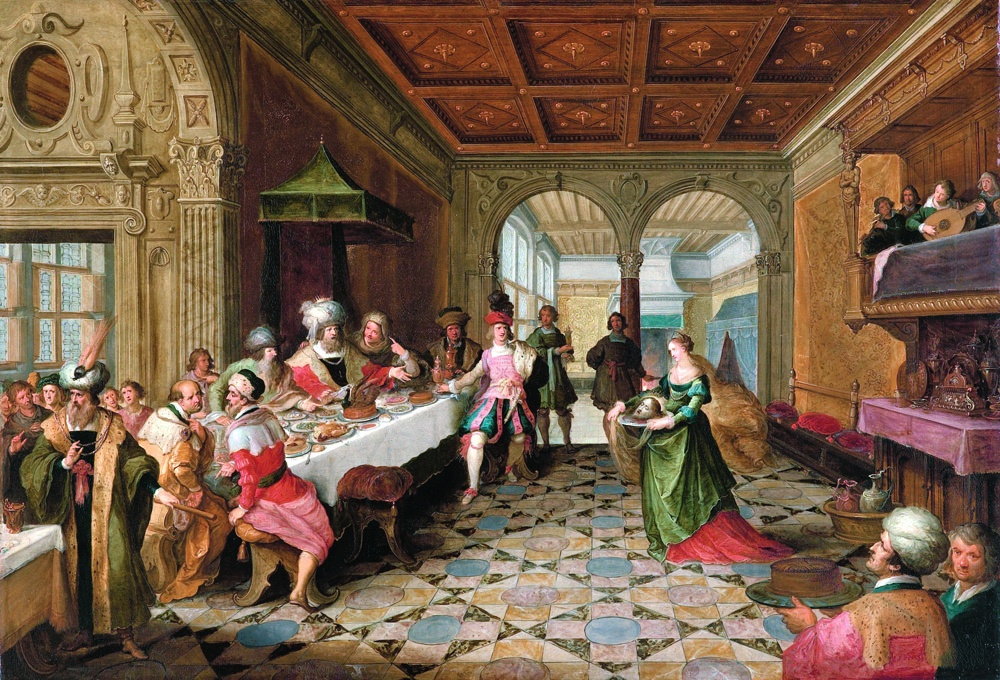
Salomé face à Hérode, vers 1610, Weserrenaissance-Museum Schloss Brake

Paul Vredeman de Vries (Anvers, 1567 - Amsterdam, 1617), est un peintre et dessinateur allemand spécialisé en peintures architecturales et, en particulier, en intérieurs d'églises. 

## Biographie
La carrière de Paul Vredeman de Vries est étroitement liée à celle de son père Hans Vredeman de Vries (1527-1607). Avec lui, il se trouve à Aix la Chapelle en 1570 puis à Liège en 1573 pour revenir à Anvers en 1575. Compte tenu de la reprise des hostilités[Lesquelles ?], il quitte Anvers en juin 1586 pour Francfort. Il accompagnait son père et Hendrik van Steenwijk II, puis Hambourg en 1591, Dantzig en 1592.
Avec son père, de 1594 à 1595, il assura la décorations des lambris, des plafonds et les peintures d'une des salles de l'Hôtel de Ville. Il travaille à cette époque avec Hendrick Aerts qui assistait son père. Il s'installe définitivement à Amsterdam en 1600, s'y marie le 24 avril 1601 avec Mayken Godelet et devient Bourgeois de la ville en 1604. Il peint alors de nombreux tableaux d'architecture montrant des palais, des jardins et des vues d'intérieurs d'églises. 

## Œuvres

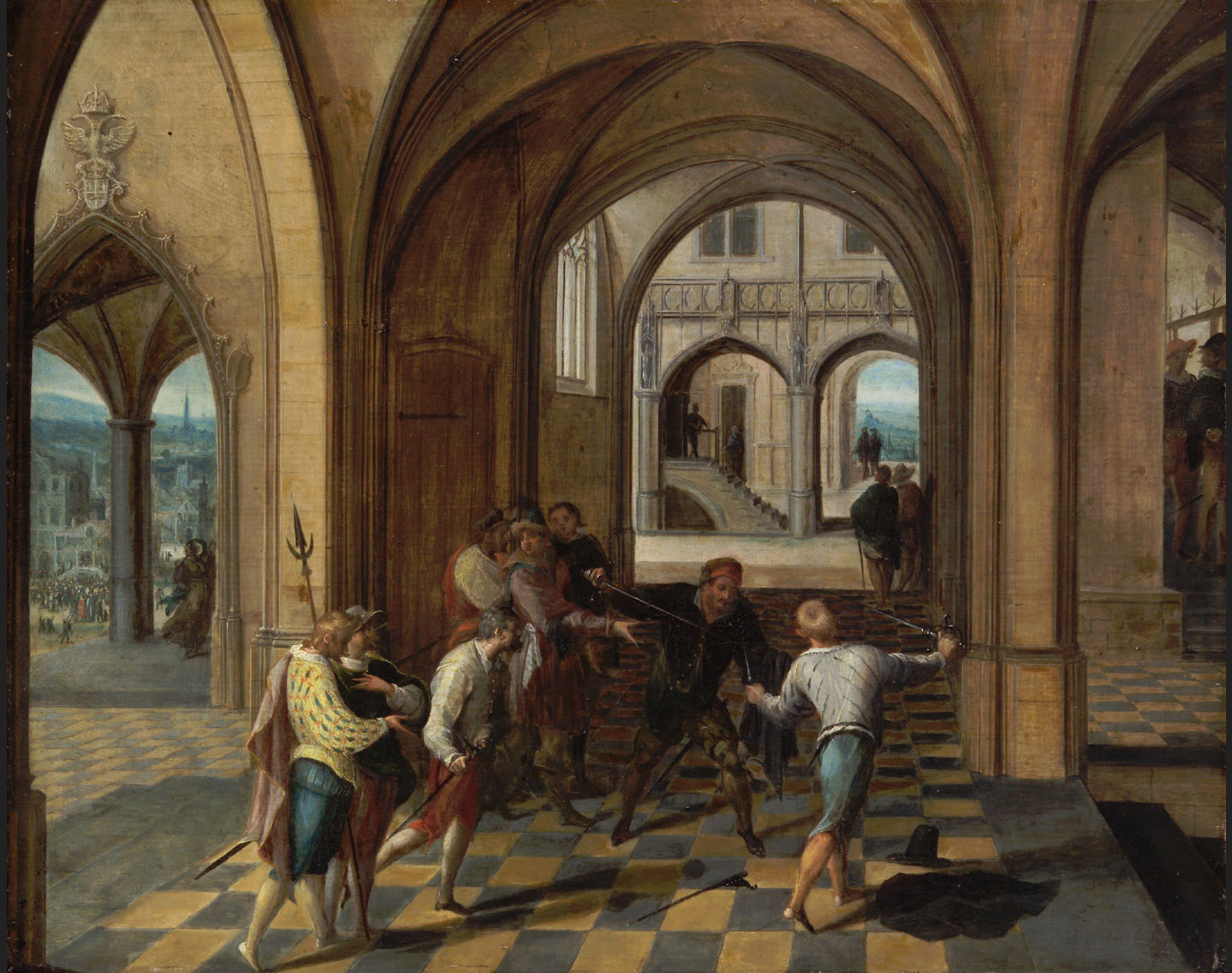
Duel, ca. 1600, Kunsthistorisches Museum

Il se singularise par un style très orné et délicat qui représente l'ultime expression du maniérisme international. Il est spécialisé dans la peinture architecturale, des palais et des intérieurs d'églises imaginaires. Il porte une attention méticuleuse à la perspective et développe une vision poétique originale.